# نیمچه مرد
نیمچه مرد (انگلیسی: Half a Man) یک فیلم صامت کمدی آمریکایی است که در سال ۱۹۲۵ منتشر شد. از بازیگران آن می‌توان به استن لورل و بلانش پیسون اشاره کرد.